# Deauville (plaats)
Deauville is een gemeente en badplaats in het Franse departement Calvados (regio Normandië). De plaats maakt deel uit van het arrondissement Lisieux en ligt iets ten zuidwesten van Trouville-sur-Mer aan de monding van de Touques. Deauville telde op 1 januari 2022 3.563 inwoners. 
Deauville is een bekende badplaats aan de Côte Fleurie met als bijnaam Paris-sur-Mer.

## Geschiedenis
Deauville was tot het midden van de 19e eeuw een boerendorp op een heuvel, de Mont Canisy. Er woonden een paar honderd mensen rondom de Saint-Laurentkerk. Om de heuvel lagen moerassige weilanden waar het vee kon grazen.

### Badplaats
In 1858 bedacht de hertog van Morny, een halfbroer van Napoleon III, dat bij Deauville een mooie badplaats zou kunnen worden ontwikkeld met een treinverbinding naar Parijs. Hij besloot geld te investeren en liet een aantal villa's en de eerste renbaan bouwen. Architect Breney stond in voor het uittekenen van de plannen voor de badplaats.
De val van het Tweede Franse Keizerrijk en de dood van de hertog van Morny vertraagden de ontwikkeling van Deauville. Aan het begin van de 20e eeuw werd de badplaats verder ontwikkeld door Eugène Cornuché (de eigenaar van Maxim's in Parijs) in samenwerking met burgemeester Désiré Le Hoc. De eerste luxehotels (Hôtel Royal en Le Normandy) werden gebouwd in de jaren voor de Eerste Wereldoorlog. Er kwam ook een casino. Ook tijdens het interbellum bleef Deauville een badplaats voor de beau monde.

### Tweede Wereldoorlog
De plaats werd op 22 augustus 1944 bevrijd door 2.500 Belgische en Luxemburgse soldaten van de Belgische 1e Infanteriebrigade (ook wel Brigade Piron).

## Toerisme
Deauville heeft een zeewaterzwembad, twee renbanen voor de paardensport en het vierde casino van Frankrijk (speeltafels en 320 speelautomaten).

### Festivals
Er worden diverse festivals georganiseerd, onder meer:
- Voor Amerikaanse films: Festival du cinéma américain de Deauville sinds 1975
- Voor klassieke muziek: (Festival de Pâques en Août musical)
- Voor jazz: Swing’In Deauville
- Voor bridge: Festival international de Bridge Deauville

## Verkeer en vervoer
In de gemeente ligt spoorwegstation Trouville-Deauville.

## Geografie
De oppervlakte van Deauville bedroeg op 1 januari 2022 3,57 vierkante kilometer; de bevolkingsdichtheid was toen 998 inwoners per km².
De onderstaande kaart toont de ligging van Deauville met de belangrijkste infrastructuur en aangrenzende gemeenten.

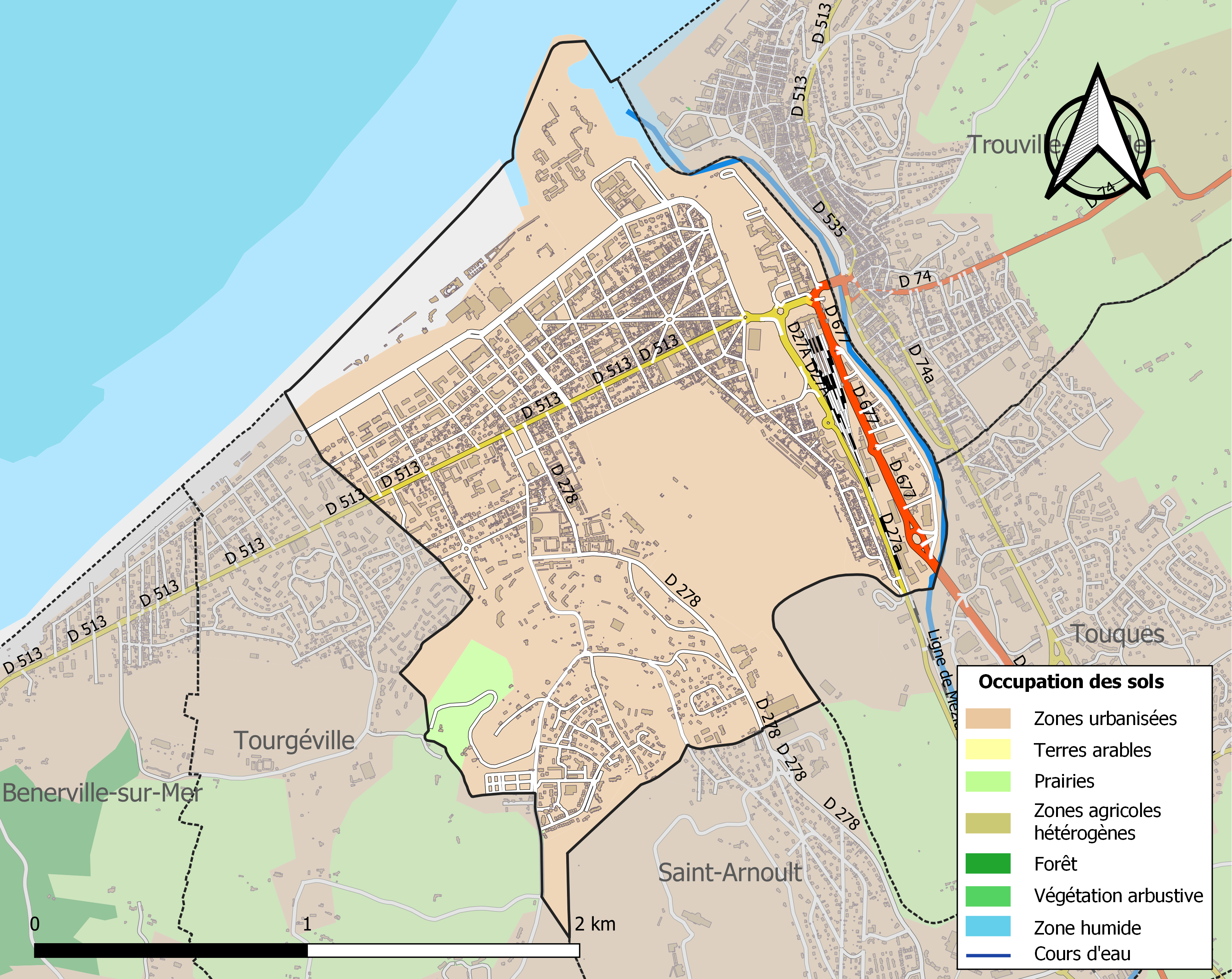

## Demografie
Onderstaande figuur toont het verloop van het inwonertal (bron: INSEE-tellingen).

Vanwege een beveiligingsprobleem met de MediaWiki Graph-software is het momenteel niet mogelijk deze grafiek weer te geven. Zodra de software is bijgewerkt zal de grafiek vanzelf weer zichtbaar worden.

## Sport
Deauville is één keer etappeplaats geweest in de wielerkoers Ronde van Frankrijk. In 1979 won de Nederlander Leo van Vliet die etappe.

### Golf
In de directe omgeving zijn diverse golfbanen:
- Golf Barrière de Deauville 1 (op de Mont Canisy), ontworpen door Tom Simpson (1929), uitgebreid door Henry Cotton (1964)
- Golf d' Houlgate 1
- Golf Barrière de Saint-Julien 1
- Golf De Deauville St Gatien (1988)

1Sinds 2011 wordt de Deauville Pro-Am hier gespeeld.

## Stedenbanden
Deauville heeft een samenwerkingsverband met:
- Cowes, sinds 1964
- Eicklingen, sinds 1967
- Kildare, sinds 1990
- Lexington, sinds 1994
- Pinamar, sinds 2017